# شاورن
شاورن (به آلمانی: Schauren) یک شهر در آلمان است که در بیرکنفلد واقع شده‌است. شاورن ۵۴۵ نفر جمعیت دارد.